# Ašský výběžek
Ašský výběžek je označení výběžku českého území, které na úplném západě Čech vybíhá do území Německa. Ašský výběžek je také nazýván Ašsko (německy Ascher Ländchen). Od roku 1938 do roku 1945 tvořilo tzv. Zemský okres Aš (německy Landkreis Asch) a po 2. světové válce politický okres Aš.
V Ašském výběžku se nachází nejzápadnější bod Česka jakož i nejzápadnější česká železniční stanice.
K 1. lednu 2010 žilo v Ašském výběžku 17 949 obyvatel, do 1. ledna 2024 jejich počet poklesl přibližně o sedm set, na 17 255.

## Geografie

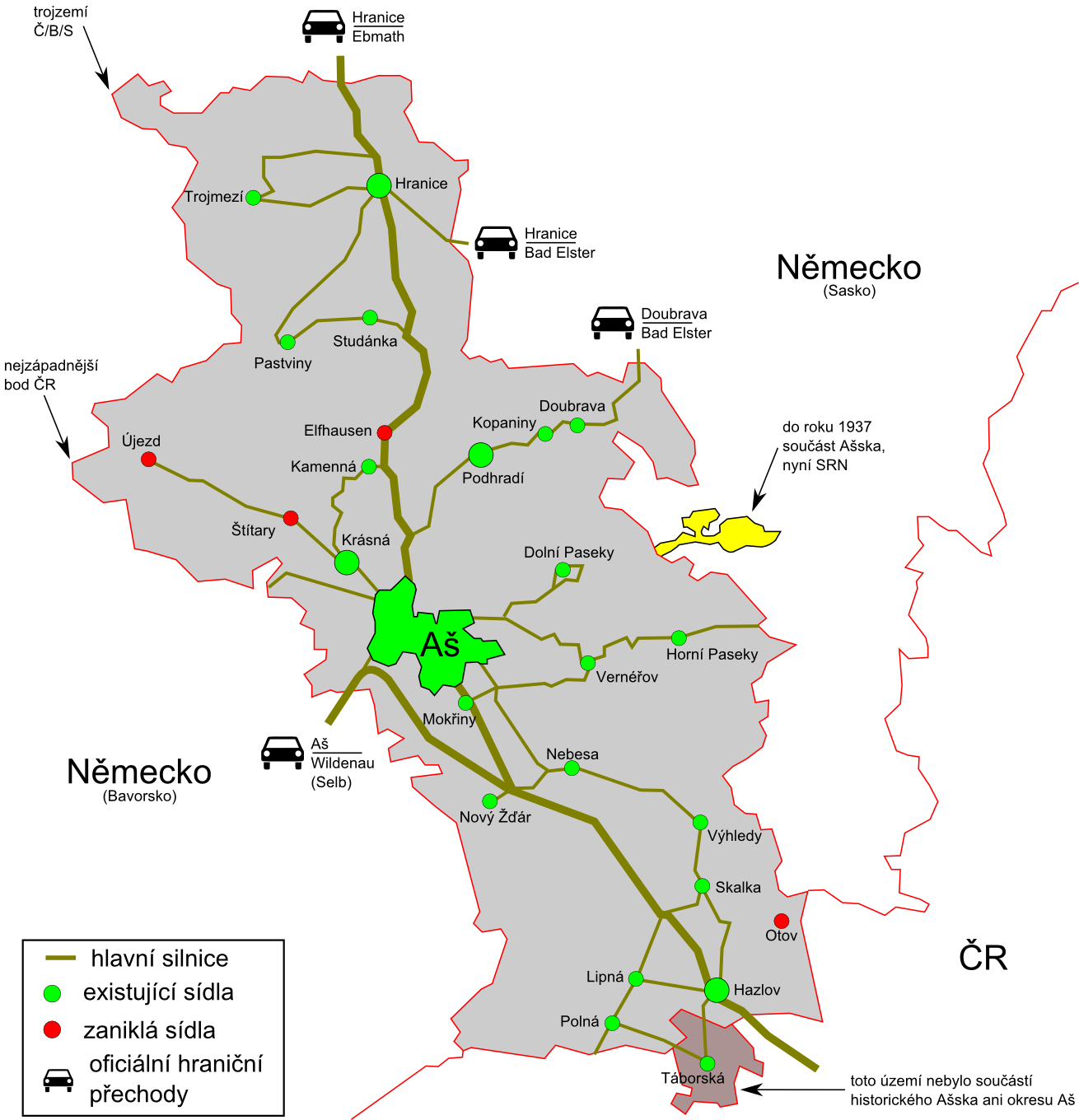
Ašský výběžek

Ašský výběžek je geograficky součástí Smrčin, jejichž podcelky, Ašská vrchovina a Hazlovská pahorkatina se ve výběžku rozprostírají. Nejvyšším vrcholem je Háj (757 m). Dalšími významnými vrcholy jsou Štítarský vrch (717 m) nebo Studánecký vrch (696 m).
Hlavní vodní tok Ašska tvoří Bílý Halštrov, který pramení v Halštrovských horách, mezi Aší a Hazlovem. Dalšími vodními toky jsou Ašský potok, Hazlovský potok, Hranický potok nebo Újezdský potok.
Ašský výběžek zahrnuje katastrální území měst Aše a Hranic, a obcí Hazlov, Krásná a Podhradí. Zaniklá sídla jsou vyznačena v závorkách a kurzívou.
- Aš
  - Dolní Paseky, Doubrava, Horní Paseky, Kopaniny, Mokřiny, Nebesa, Nový Žďár, Vernéřov
- Hazlov
  - Lipná, Polná, Skalka, Vlastislav, Výhledy (Otov)
- Hranice
  - Pastviny, Studánka, Trojmezí
- Krásná
  - Kamenná, (Ängerlein, Elfhausen, Steingeröl, Štítary, Újezd)
- Podhradí

## Historie
Ve 12. století bylo Ašsko součástí Fojtska (Vogtland). Region byl dlouho součástí Chebska, v jehož rámci byl roku 1775 trvale připojen k Čechám, a to po vydání tzv. Temperamentních bodů. Po vzniku Československa byl součástí odtrženecké německé provincie Německé Čechy, která byla záhy vojenskou cestou připojena k Československé republice a opětovně začleněna do Čech. Po podepsání Mnichovské dohody bylo toto území až do konce druhé světové války součástí Sudet, a bylo obýváno převážně německým obyvatelstvem. V této době bylo Ašsko velkou a bohatou průmyslovou oblastí. Po skončení války byl Ašský výběžek navrácen Československu a veškeré německé obyvatelstvo bylo odsunuto na německá území. Většina okrajového Ašska se poté ocitla v zakázaném hraničním pásmu, proto byla v celém výběžku zachována nádherná příroda. Následkem toho byla většina textilních či papírenských továren uzavřena, protože tehdejší československá dosidlovací politika nebyla schopna zajistit dostatečné množství pracovních sil.

## Současnost
Značná spolupráce českých, bavorských a saských měst přispěla k obnově či k vytvoření několika turistických přechodů, z nichž většina sleduje již před válkou existující, dopravní či obchodní cesty, které byly v průběhu komunismu zapomenuty i zničeny. Všechna města a obce ašského výběžku jsou členy česko-německého mikroregionu Přátelé v srdci Evropy a sdružení Ašsko.

## Hraniční přechody
Do vstupu Česka do Schengenského prostoru existovaly v Ašském výběžku tyto hraniční přechody s Německem:

### Dopravní
- Aš – Selb
- Doubrava – Bad Elster
- Hranice – Ebmath
- Hranice – Bad Elster

### Turistické
Kromě níže uvedených hraničních přechodů existovala další místa, kde bylo možné přejít po cestách či tzv. „signálkách“ do sousedních německých vesnic, která jsou téměř na státních hranicích (například Gürth, Sigmundsgrün nebo Schönberg).
- Horní Paseky - Bad Brambach
- Krásná - Neuhausen
- Trojmezí - Prex

## Pamětihodnosti
V Ašském regionu se nenachází velké množství památek. Většina z těch, které přežily druhou světovou válku byly zničeny během komunismu, ať už z důvodu vandalismu, rozkrádání či nedostatkem péče ze strany státu.

### Hrady a zámky
- hrad Neuberg v Podhradí patří k nejstarším památkám na Ašsku. Byl postaven na počátku 13. století.
- ruiny zámku v Podhradí
- zámek Doubrava
- ruiny zámku v Kopaninách
- zámek Hazlov

zaniklé hrady a zámky:
- tvrz a 4 zámky v Aši
- zámek Smrčina (Sorg)
- tvrz v Dolních Pasekách

### Ostatní památky
- katolický kostel sv. Mikuláše v Aši
- evangelický kostel Dobrého pastýře v Podhradí
- katolický kostel sv. Karla Boromejského v Mokřinách
- evangelický kostel v Mokřinách
- katolický kostel Nejsvětějšího srdce Páně v Kopaninách
- katolický kostel Navštívení Panny Marie v Hranicích
- evangelický kostel v Hranicích
- katolická kaple Panny Marie v Nebesích
- katolický kostel Povýšení sv. Kříže v Hazlově
- hřbitovní kostel sv. Jiří v Hazlově
- evangelický kostel v Hazlově
- pravoslavná kaple sv. Huberta a sv. Jiří v Horních Pasekách

## Německé názvy měst a obcí
Všechna města, obce i vesnice na Ašsku byla po druhé světové válce přejmenována. Jediný název který přežil patří městu Aši, i když už v počeštěném tvaru. Zde je seznam německých exonym pro obce v Ašském výběžku:
| - Aš - Asch - Dolní Paseky - Niederreuth - Doubrava - Grün - Hazlov - Haslau - Horní Paseky - Oberreuth - Hranice - Rossbach (Rossbach bei Asch) - Kamenná - Steinpöhl - Kopaniny - Krugsreuth - Krásná - Schönbach - Lipná - Lindau - Mokřiny - Nassengrub - Nebesa - Himmelreuth, Himmelreich - Nový Žďár - Neuenbrand | - Otov - Ottengrün - Pastviny - Friedersreuth - Podhradí - Neuberg - Polná - Hirschfeld - Skalka - Rommersreuth - Studánka - Thonbrunn - Štítary - Schildern - Trojmezí - Gottmannsgrün - Újezd - Mähring - Verneřov - Wernersreuth - Vlastislav - Seichenreuth - Výhledy - Steingrün |